# Charstnica
Charstnica (kaszb. Charztnica) – struga, lewostronny dopływ Łupawy o długości 10,92 km.
Struga wypływa z leśnych obszarów położonych na północ od Warblewa w województwie pomorskim. Przepływa rynną polodowcową Wysoczyzny Damnickiej przez Zagórzycę, Karżniczkę i Damnicę, uchodząc do Łupawy na północ od Damnicy.